# Sparasion nordus
Sparasion nordus är en stekelart som beskrevs av Kononova 2001. Sparasion nordus ingår i släktet Sparasion och familjen Scelionidae. Inga underarter finns listade i Catalogue of Life.